# Пейнит
Пейнит — минерал из класса боратов. Впервые был обнаружен в Могоке (Мьянма) в 1956 году. Название получил в честь своего первооткрывателя — британского минералога Артура Пейна.
Химический анализ показал, что пейнит содержит кальций, цирконий, бор, алюминий и кислород (CaZrBAl9O18). Минерал содержит также следы хрома и ванадия. Цвет пейнита от оранжево-красного до коричнево-красного, как у топаза, благодаря следам железа. Природные кристаллы имеют гексагональную форму, и до конца 2004 года только два были огранены.
Долгие годы существовало только три маленьких кристалла пейнита. До 2005 года в мире насчитывалось менее 25 известных кристаллов пейнита. В 2006 году было открыто ещё одно месторождение на севере Мьянмы. Но большая часть добытых в этом месте камней отличается по качеству от тех, что добывали ранее. Это темные, непрозрачные, неполные кристаллы. Есть надежда, что раскопки в этом районе принесут больше кристаллов пейнита.
Первоначально, многие из известных кристаллов пейнита были в частных коллекциях, а оставшиеся были поделены между Британским музеем естествознания, Геммологическим институтом Америки, Калифорнийским институтом технологии и Научно-исследовательской лабораторией драгоценного камня в Люцерне (Швейцария). Занесен в Книгу Рекордов Гиннеса как самый редкий минерал в мире.